# Bahytt

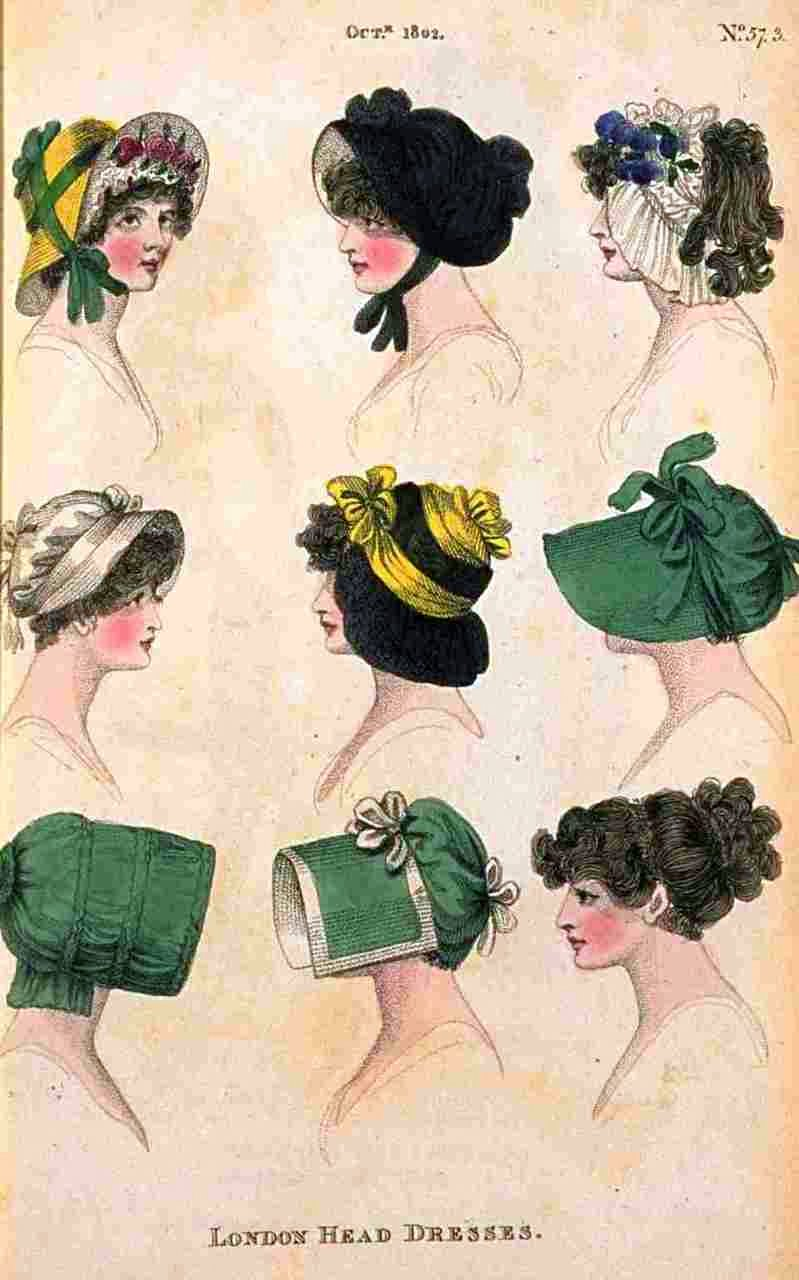
Ett engelskt modemagasin från 1802 visar olika typer av hattar från rokokons stråhattar till empirestilens bahytt.

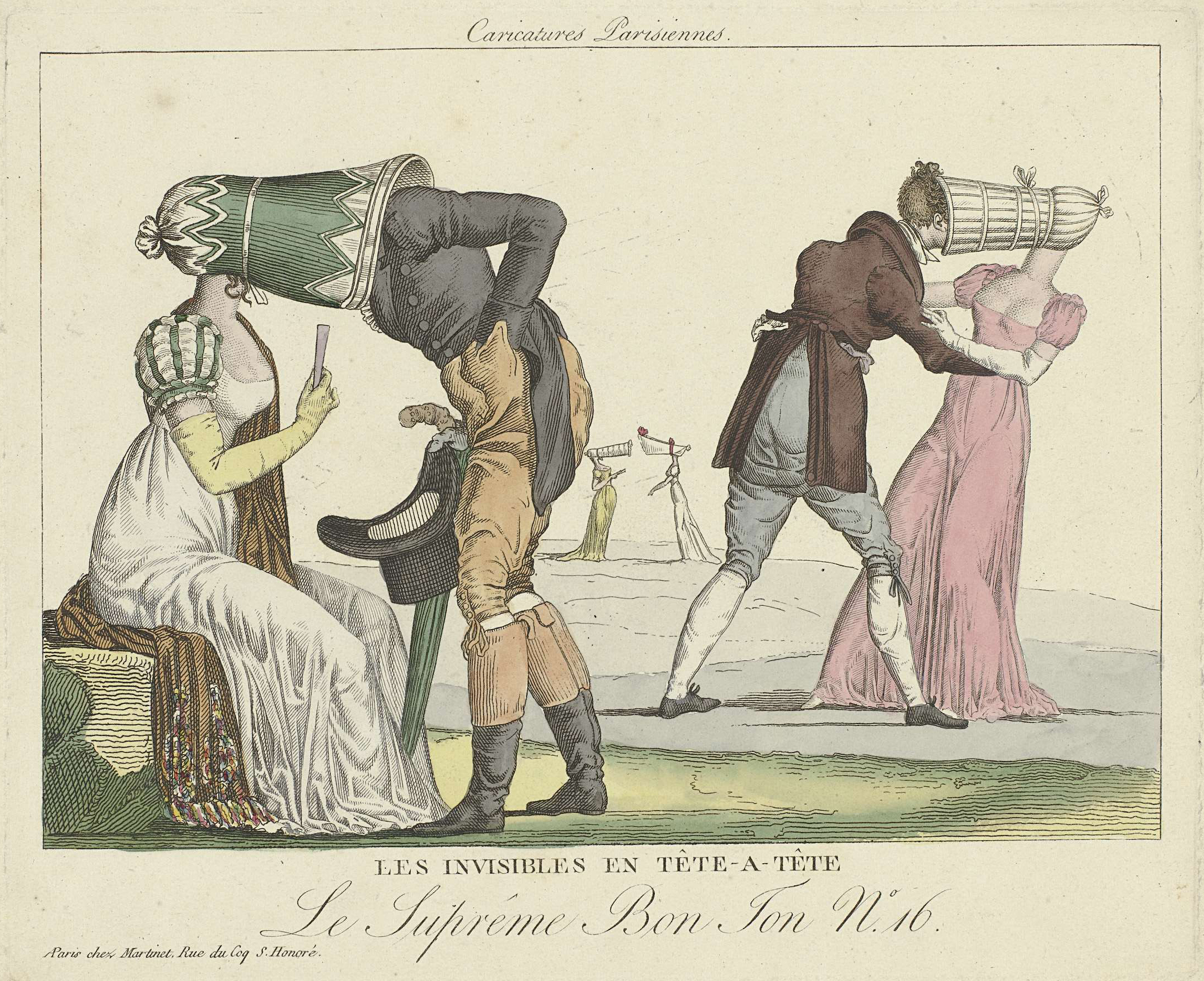
Satirteckning från 1810 av "Kyss-mig-om-du-kan"-bahytten.

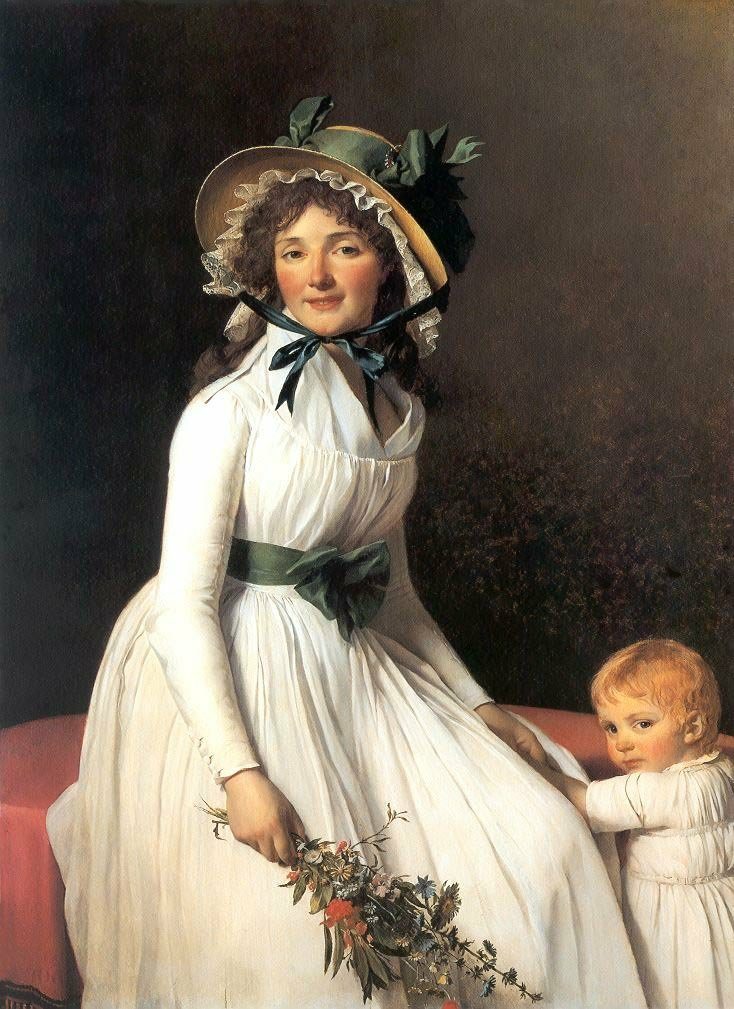
Madame Seriziat porträtterad av Jacques-Louis David 1795. Hon bär stråhatt och muslinklänning.

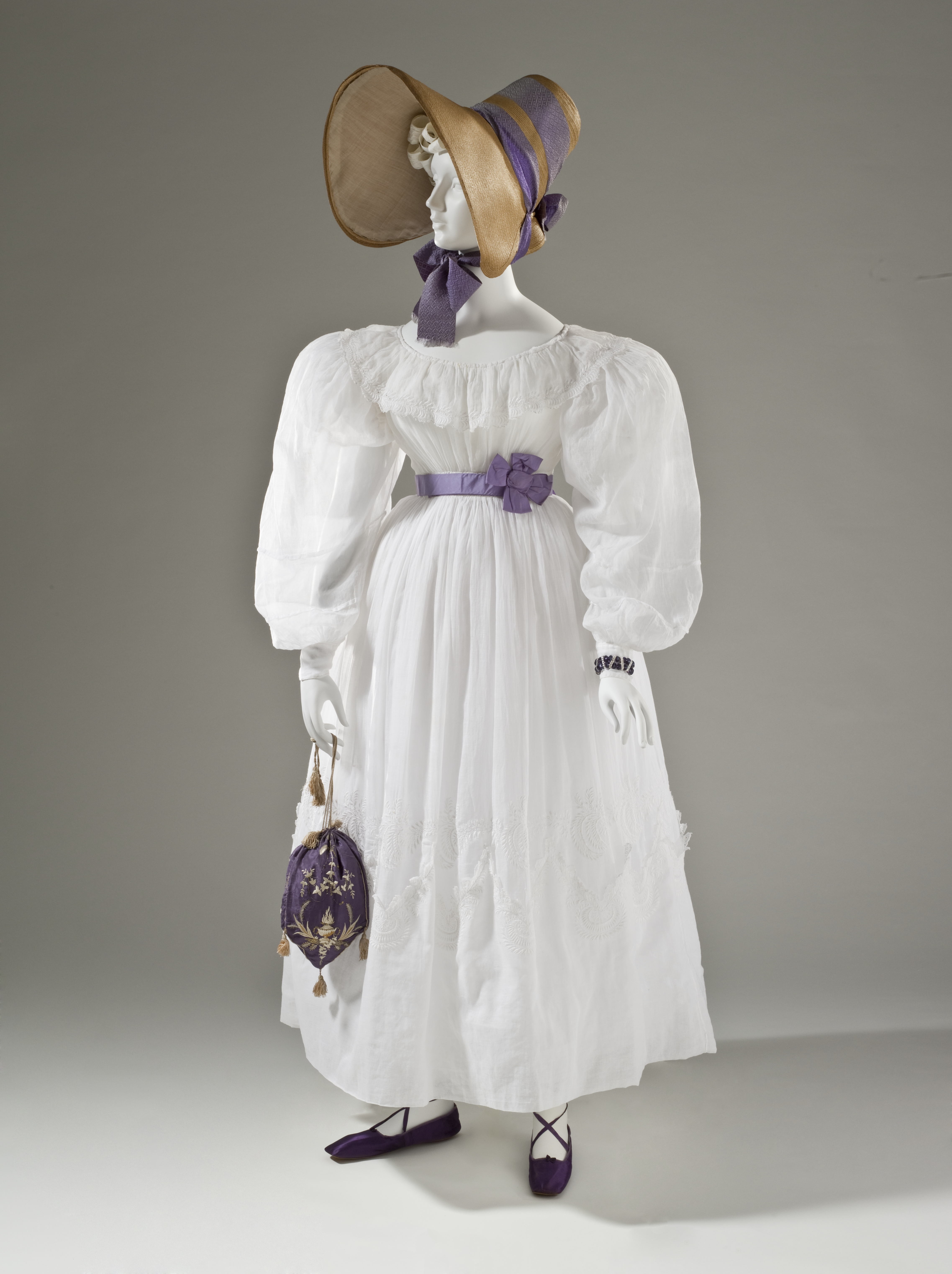
Kvinnors kläder 1830: bahytt, vit vidärmad muslinklänning och sidenskor.

Bahytt (från franska bahut eller bonnett, en koffert med kupigt lock) är en form av huvudbonad, en damnackhatt med hakband, som var på modet från 1790-talet och fram till 1860-talets mitt. Under 1820–1850 var bahytten som störst och skulle helt inrama ansiktet. Det ansågs då ofint att ens nästippen skulle sticka fram. Därefter övergick dammodet alltmer till hattar och endast äldre damer fortsatte att bära bahytter.

## Hattmodellen
Bahytten kan sägas vara en utveckling av den vida bondeinspirerade stråhatt som var modern under hela 1700-talet och kallades på franska bergère (herdinna) eller på svenska schäferhatt (efter tyskans schäferin, herdinna). Sedan 1600-talet hade olika pastorala motiv och herdemyter varit en del av högreståndskulturens teateruppsättningar och utklädningslekar vilket kom att påverka dammodet. Från 1730-talet ökade de pastorala porträtten och samtidigt blev också stråhatten en allt viktigare accessoar. Detta höll i sig under hela seklet mot vars slut frisyrerna blev mycket höga och voluminösa, med många lösa hårdelar som stöd och dekoration.
Under senare halvan av 1700-talet började illustrationer från utgrävningen i Herculaneum ur Le Antichità di Ercolano Esposte cirkulera vilket fick en stor genomslagskraft inom formgivning och mode under nyklassicismen. I samband med Franska revolutionen blev denna påverkan ännu större. Den antika inspirationen gav upphov till ett nytt mer "republikanskt mode", i kontrast mot det tidigare aristokratiska franska modet där pudrade hår, styva kjolar, snörliv och kraftigt smink gett ett kultiverat och medvetet onaturligt utseende. I Paris blev det rent av farligt att se elegant klädd ut åren 1793–1797 under Franska revolutionens skräckvälde då man kunde verka stödja adeln och den forna kungamakten. Modeindustrin upphörde och skräddare flyttade utomlands. Modeinspiration hämtades nu hellre från England som hade skickliga skräddare, och som haft en mer dämpad egen stil under den franska rokokon. En strävan efter det som uppfattades som sanning och naturlighet blev viktigare än det dyrbart konstlade. Här passade en bondeinspirerad huvudbonad av strå in väl. 
Klassiskt inspirerade damfrisyrer försökte imitera det antika grekiska och romerska hårmodet vilket gav upphov till lågt placerade hårknutar och lockar kring ansiktet. Männen slutade bära peruk och både män och kvinnor kunde ha kortklippt så kallad Titusfrisyr efter antik förlaga. I upptakten till detta hårmode, och i nyantikens fortsättning på herdemodet, klipptes den bakre delen av stråhatten bort och kvar av stråhatten blev endast en skärm som hölls ihop av band som knöts under hakan. Formen var i sig inte ny, utan påminner om den bindmössa eller hätta i tyg som förekommit i dammodet under lång tid och i många former, bland annat som olika chapeau-bonettes, olika varianter av negligémössa, som ingick i den mer informella hemmadräkten. Det nya var att denna form nu hade försetts med en styv skärm som ramade in ansiktet. 
En inspiration till de första varianterna av denna huvudbonad var en engelsk jockey- eller kapplöpningsmössa, som kom in i det franska modet på 1780-talet och snart bars av både män och kvinnor där, varifrån modet spred sig i Europa och snart fick många nya utformningar. De kunde likna skopor, snäckskal eller antika grekiska hjälmar och var ofta tillverkade i en kombination av tyg och strå. 

### Tillverkning
Bahytten var i likhet med schäferhattarna till en början oftast konstruerad av strå, eller träflis av pil eller poppel, och det finaste strået kom från Livorno i Italien ända till 1860-talet när billigare "kinastrå" blev tillgängligt. Det klövs och behandlades ibland med svavelångor för att förbättra stråets färg. Därefter flätades och såldes materialet i rullar till stråhattmakare som sydde ihop flätorna till hattformen och formade den på hattstock med hjälp av vatten och lim. Det förberedande arbetet med stråflätorna utfördes av kvinnor och flickor. Slutligen dekorerades bahytten med band och blommor. Enklare bahytter var av träflis, hattformen kläddes då vanligen med tyg. Det var inte ovanligt att kvinnor dekorerade sina bahytter själva.

## Användning
Bahyttens form följde frisyrmodet. Under 1790-talet, när bahyttformen introducerades, placerades den högt uppe på det lockade och friserade håret. När empirmodet senare föreskrev låga och enklare frisyrer i klassisk stil, och kortare hår à la circassienne eller à la titus, anpassades bahytten efter detta. Under de första åren in på 1800-talet var bahytterna relativt tättslutande kring ansiktet och hade en skärm som gick i linje med den kupiga hattkullen som en skopa. Med tiden förlängdes brättet till en överdriven form som begränsade bärarens synfält likt skygglappar och gav upphov till karikatyrillustrationer. "Kyss-mig-om-du-kan" kallades denna modell skämtsamt. När frisyrerna åter blev högre, och placerades högre på hjässan, anpassades kullen efter det. 

## Utveckling av hattmodellen, ca 1810–1860
Omkring 1812 höjdes kullen för att inrymma en högre placerad håruppsättning. De bredbrättade bahytterna blev mycket höga för att rymma konstfulla lockar och håruppsättningar med sin högsta höjd omkring 1825. De höga frisyrerna kunde ofta vara förstärkta med ståltråd. Vid denna tid kan man också se att romantiken var i antågande och att det historiserande influenserna påverkar modedräkten. Bahyttens brätte, som vid denna tid behövde stadgas med metalltråd eller rottingspröt, kunde ges en lätt hjärtform som påminde om de engelska drottningarnas hättor från slutet av 1500-talet. 
Det höga och breda bahyttmodet fortsatte på 1830-talet i enlighet med vad de nya frisyrerna, med mycket höjd och lockar, krävde. Brättena började även vinklas uppåt så att mer av ansiktet skulle synas. Bahytterna kunde tillverkas av siden eller stråfläta och dekorerades fantasifullt med blommor, band, slöjor och plymer. På 1840-talet sjönk frisyrerna ner en bit från hjässan igen. Det gav åter upphov till en mindre och mer tättslutande bahytt med allt mindre brätten. I nacken fanns ofta ett nackkrås, en så kallad bavolet – en volang som skulle skydda mot solen. På 1850-talet hade frisyrerna blivit lägre, plattare och sjunkit ännu längre ner i nacken, och bahytten var åter i ett enda stycke utan hattkulle. Brättet ramade in ansiktet utan att skymma det som det gjort under empiren. Man kan säga att hatten minskade medan krinolinen blev allt större. Dekorationerna fanns nu inte bara på utsidan, utan även inuti bahytten runt ansiktet, gärna som en krans av blommor eller veckade band. 
Den runda form bahyttens brätten haft under början av 1850-talet, med dekorationer främst på sidorna eller i en krans runt ansiktet, ersattes närmare 1860-talet med en mer toppig brättesform. Bahytten gled bakåt i nacken och blomsterdekorationer inuti brättet hamnade oftare på hjässan. 1853 kom kapotten som också kallades "kråka". Den var en vidareutveckling av bahytten men mindre. Under 1860-talet gav bahyttmodet efter hand vika för en mindre så kallad kapotthatt.

## Galleri

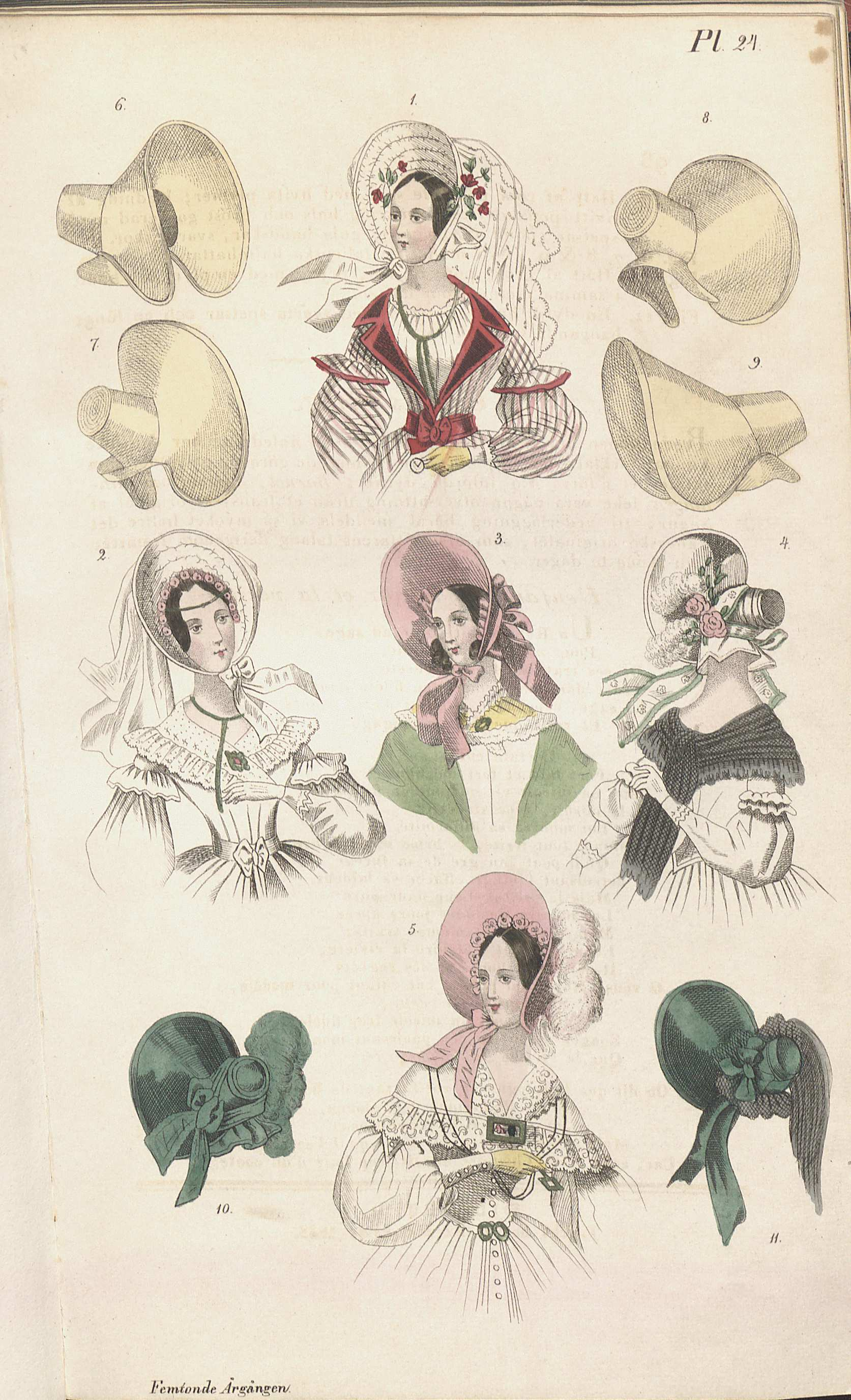
Modeillustration ur Magasin för konst, nyheter och moder 1838.
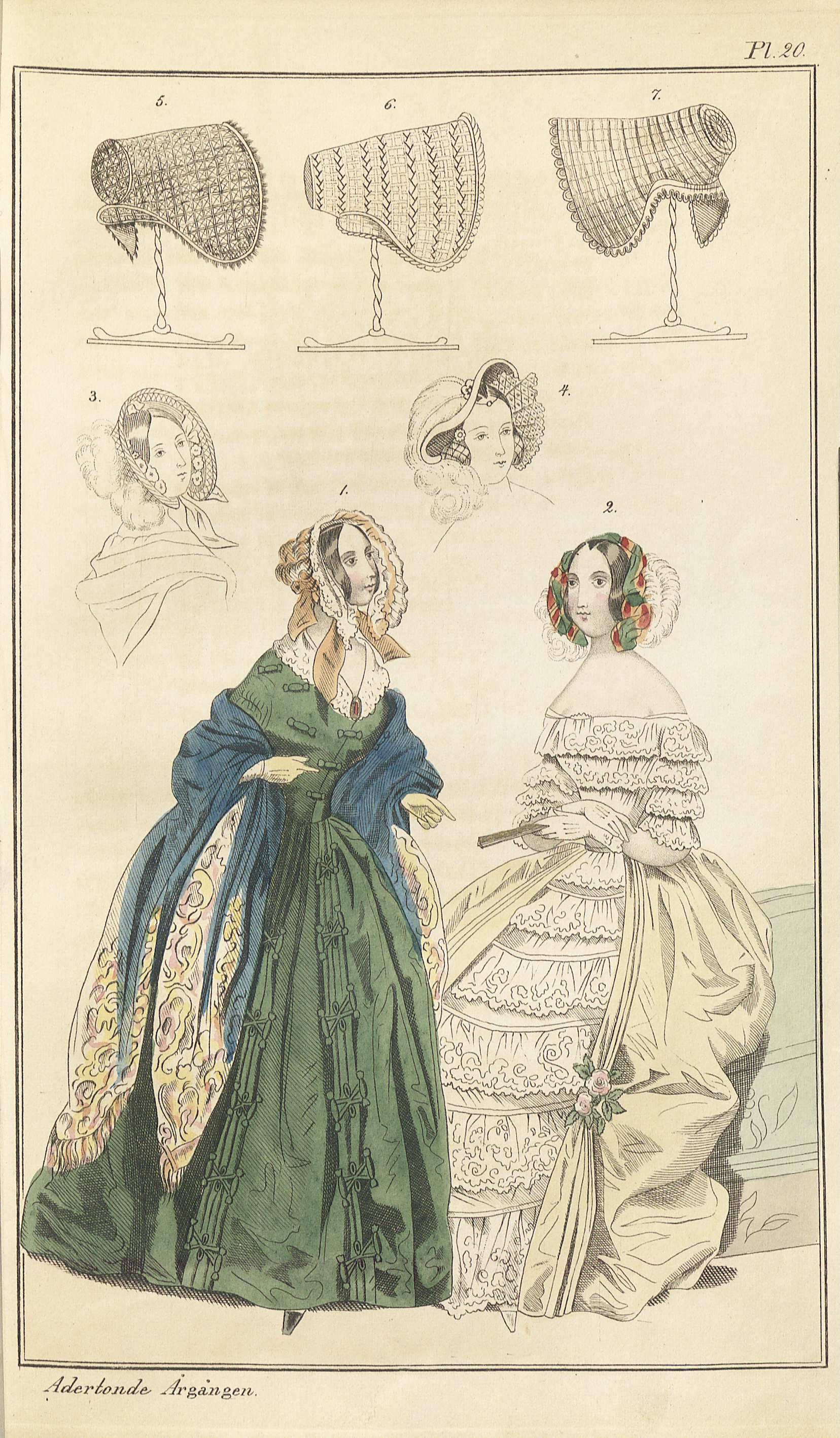
Modeillustration ur Magasin för konst, nyheter och moder 1841.
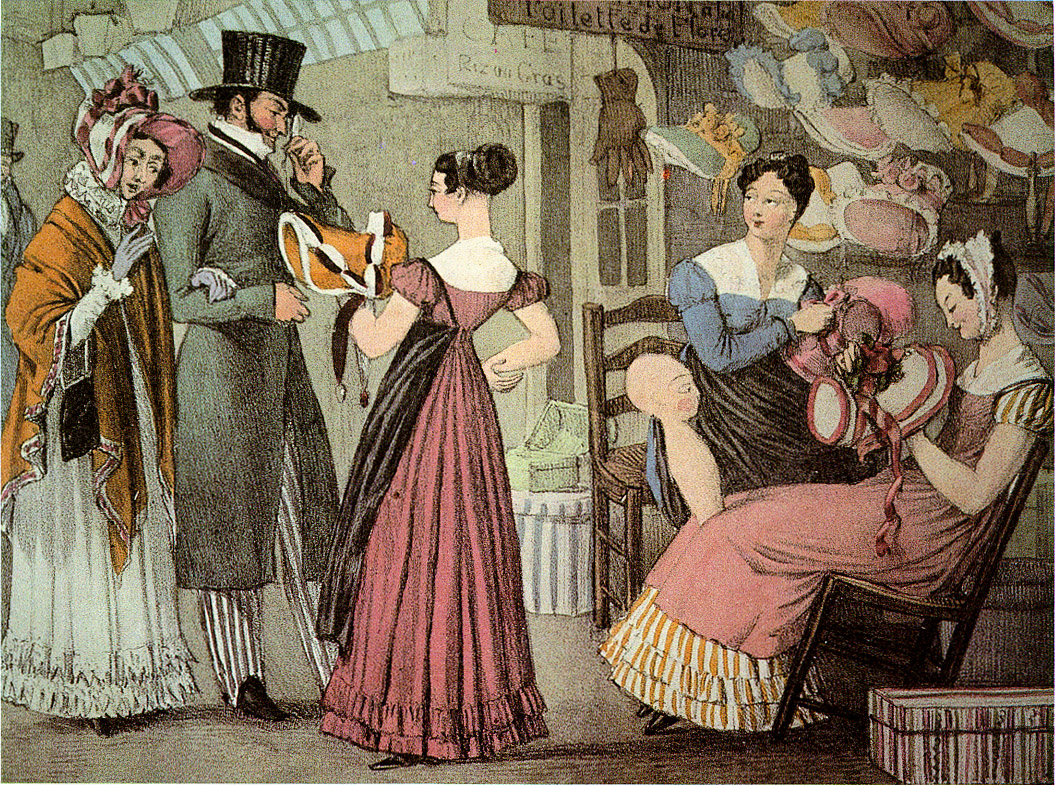
Bahytter i en hattaffär i Paris 1822.
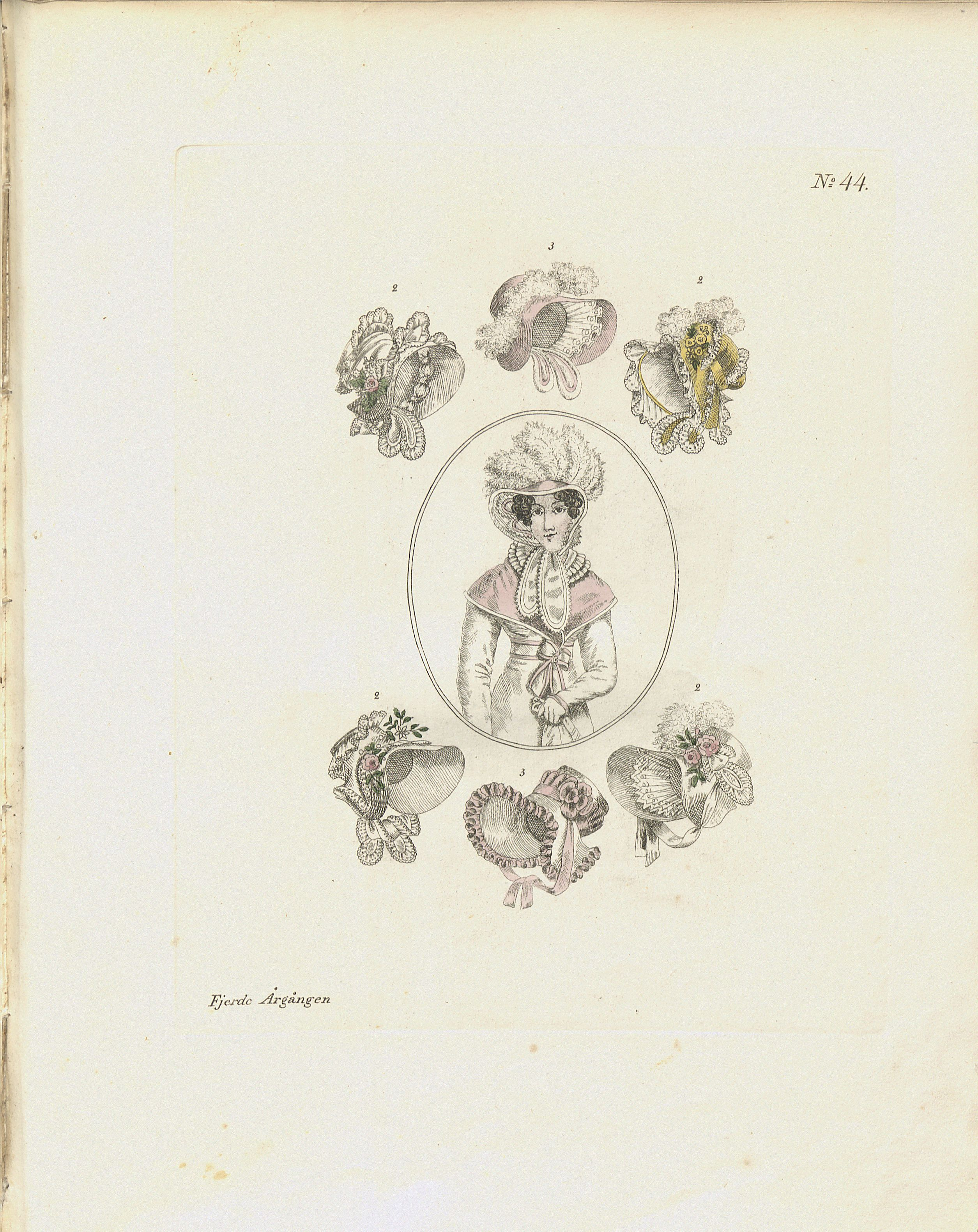
Modeillustration ur Konst och Nyhetsmagasin för medborgare af alla klasser 1821.
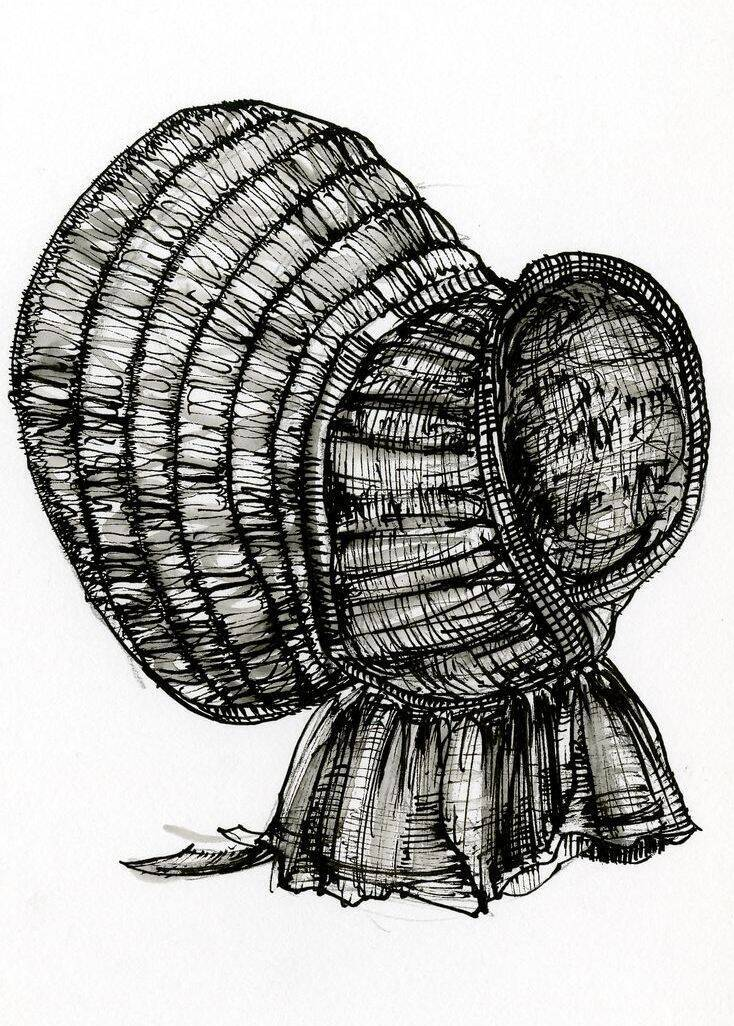
Bahytt.